# Helmut Köllen
Helmut Köllen (* 2. März 1950; † 3. Mai 1977) war ein deutscher Bassist, Gitarrist und Sänger.

## Karriere
1973 stieg Köllen als Nachfolger von Hans Pape als Sänger bei der Band Triumvirat ein. Sie produzierten zusammen das Album Illusions on a Double Dimple. Damit waren sie als Vorgruppe von Fleetwood Mac mit auf US-Tour. Das Album erreichte Platz 55 in den Billboard-Charts. Ein Jahr später wurde das Album Spartacus veröffentlicht, welches Platz 27 in den US-Charts erreichte. 1976 spielte Köllen für die Band Jail auf dem Album You Can Help Me, bevor er sich seinem Soloprojekt widmete. Aufgrund seines plötzlichen Todes wurde das Album You Won't See Me posthum veröffentlicht und ist seinen Eltern gewidmet.

## Tod
Am 3. Mai 1977 hörte Köllen sich neue Studiotracks in seinem Auto in der geschlossenen Garage an. Er starb an einer Kohlenstoffmonoxidvergiftung. Die Band Birth Control veröffentlichte auf ihrem Album Increase den Song We All Thought We Knew You als Tribut an Helmut Köllen.

## Diskografie (Auswahl)
- 1976: You Can Help Me (mit Jail, Harvest, EMI)
- 1977: You Won’t See Me (Soloalbum, Harvest, EMI)